# Yu-Gi-Oh! R
Yu-Gi-Oh! R is een manga gebaseerd op de manga Yu-Gi-Oh!. De magna werd maandelijks gepubliceerd in Shueisha's tijdschrift V-Jump in Japan. De manga is geschreven door Akira Itou.

## Verhaal
Yu-Gi-Oh! R volgt een alternatieve verhaallijn ten opzichte van de originele manga, en speelt zich af nadat Marik Ishtar is verslagen.
Yakou Tenma, de leerling en geadopteerde zoon van Pegasus J. Crawford (Maximillion Pegasus in de Engelstalige versie), besluit zijn meester’s nederlaag door Yugi Mutou te wreken. Vooral omdat hij ervan overtuigd is dat Pegasus zelfmoord heeft gepleegd uit schaamte voor zijn verlies (hij vond bloed naast een kaart van Pegasus’s vrouw Cyndia. Hij neemt op brute wijze KaibaCorp over terwijl Seto Kaiba in de Verenigde Staten is. Vervolgens ontvoert hij Téa Gardner, en dwingt Yugi en zijn vriend Joey hem en zijn handlangers te bevechten.

## Personages
Veel van de personages in de manga zijn er voor deze serie bijbedacht.
- Yakou Tenma (天馬夜行 Tenma Yakō) – de leerling van Pegasus (de bedenker van Duel Monsters). Hij wil zijn meester’s nederlaag wreken.
- De Duel Professors: Yakou’s handlangers :
  - Deschutes Lew (デシェーツ・ルー Deshētsu Rū)
  - Tilla Mook (ティラ・ムーク Tira Mūku)
  - Klamath Osler (クラマス・オースラー Kuramasu Ōsurā)
  - Kirk Dixon (カーク・ディクソン Kāku Dikuson)
  - Pete Coppermine (ピート・コパーマイン Pīto Kopāmain)
  - Maico Katou (マイコ･カトウ Maiko Katō) a
  - Mendo Cino (メンド・シーノ Mendo Shīno)
  - Willa Mette
  - Tedd Banias
  - Reiko Kitamori (北森玲子 Kitamori Reiko)
  - Depre Scott
  - Richie Merced
  - Cedar Mill (シｰダｰ・ミｰル Shīdā Mīru)

- Gekkou Tenma (天馬月行 Tenma Gekkō) - Yakou Tenma's oudere broer, die Yakou van zijn wraakplannen af wil houden.

Daarnaast komen ook veel personages uit de vorige mangaserie in deze serie voor:
- Yugi Mutou
- Joey Wheeler
- Téa Gardner
- Tristan Taylor
- Maximillion Pegasus
- Seto Kaiba
- Mokuba Kaiba
- Marik Ishtar
- "Bandit" Keith Howard